# Vårgårda község
Vårgårda község (svédül: Vårgårda kommun) Svédország 290 községének egyike. 
A mai község 1971-ben jött létre.

## Települései
A községben 2 település található:
| Település   | Népesség | Megjegyzés         |
| ----------- | -------- | ------------------ |
| Vårgårda    |          | a község székhelye |
| Östadskulle |          |                    |

## Külső hivatkozások
- Hivatalos honlap